# Порту-Санту (муниципалитет)
Порту-Санту (порт. Porto Santo) — муниципалитет в Португалии, входит в округ Мадейра. Расположен на острове Порту-Санту. Население составляет 4474 человека на 2001 год. Занимает площадь 42,17 км².
Покровителем города считается Дева Мария (порт. Maria).
Праздник города — 24 июня.

## История
Порту-Санту является верхней точкой подводного хребта, расположенного на Африканской литосферной плите. Генезис архипелага, к которому принадлежит остров, берет своё начало ещё в меловой период, примерно 115 млн лет назад. Считается, что первым возник именно остров Порту-Санту в период миоцена, примерно 8 млн лет назад. Рельеф острова потерпел значительного влияния эрозионных процессов.
Считается, что остров открыли португальские мореплаватели Жуану Гонсалвиш Зарку и Триштау Важ Тейшейра
в 1418 году.
Несмотря на географическую близость к соседнему острова Мадейра (расстояние до последнего составляет около 40 км), в отличие от него плодородие здешних почв является очень низкой. На острове имеется значительное количество песков. Экономика Порту-Санту представлена в основном рыболовством, туризмом и услугами.
Название острова на русском языке означает «святой порт».

## Население и устройство
Единственный город на острове Порту-Санту — Вила-Балейра (статус города с 6 августа 1996 года), расположен на южном побережье.
Остров состоит только из одного муниципалитета — Порту-Санту, который в свою очередь состоит из одной муниципальной общины — также Порту-Санту. Является одним из пяти португальских муниципалитетов, имеющих в своем составе лишь одну муниципальную общину. Остров занимает площадь 42,17 км2, на котором по состоянию на 2004 год проживало 4388 человек.
Муниципалитет был основан в 1835 году.
| Население муниципалитета Порту-Санту (1849—2004 годы) | Население муниципалитета Порту-Санту (1849—2004 годы) | Население муниципалитета Порту-Санту (1849—2004 годы) | Население муниципалитета Порту-Санту (1849—2004 годы) | Население муниципалитета Порту-Санту (1849—2004 годы) | Население муниципалитета Порту-Санту (1849—2004 годы) | Население муниципалитета Порту-Санту (1849—2004 годы) | Население муниципалитета Порту-Санту (1849—2004 годы) | Население муниципалитета Порту-Санту (1849—2004 годы) |
| ----------------------------------------------------- | ----------------------------------------------------- | ----------------------------------------------------- | ----------------------------------------------------- | ----------------------------------------------------- | ----------------------------------------------------- | ----------------------------------------------------- | ----------------------------------------------------- | ----------------------------------------------------- |
| 1849                                                  | 1900                                                  | 1930                                                  | 1960                                                  | 1981                                                  | 1991                                                  | 2001                                                  | 2004                                                  |                                                       |
| 1810                                                  | 2390                                                  | 2494                                                  | 3505                                                  | 4376                                                  | 4706                                                  | 4474                                                  | 4388                                                  |                                                       |

## Климат
| Показатель | Янв. | Фев. | Март | Апр. | Май  | Июнь | Июль | Авг. | Сен. | Окт. | Нояб. | Дек. | Год   |
| --- | ---- | ---- | ---- | ---- | ---- | ---- | ---- | ---- | ---- | ---- | ----- | ---- | ----- |
| Средний суточный максимум, °C                                                                                                   | 18,0 | 18,0 | 19,0 | 19,5 | 21,0 | 22,1 | 24,0 | 25,0 | 25,0 | 23,2 | 21,0  | 19,2 | 21,1  |
| Средний суточный минимум, °C | 13,2 | 13,1 | 13,3 | 14,0 | 15,1 | 17,1 | 19,0 | 20,0 | 20,0 | 18,1 | 16,2  | 14,4 | 16,1  |
| Норма осадков, мм | 48,7 | 40,2 | 31,2 | 23,5 | 14,0 | 7,0  | 3,2  | 4,0  | 23,7 | 39,9 | 50,0  | 69,9 | 361,3 |
| Источник: World Meteorological Organization (UN), Instituto de Meteorologia, Normais Climatológicas do Porto Santo (1971-2000). |      |      |      |      |      |      |      |      |      |      |       |      |       |

## Галерея

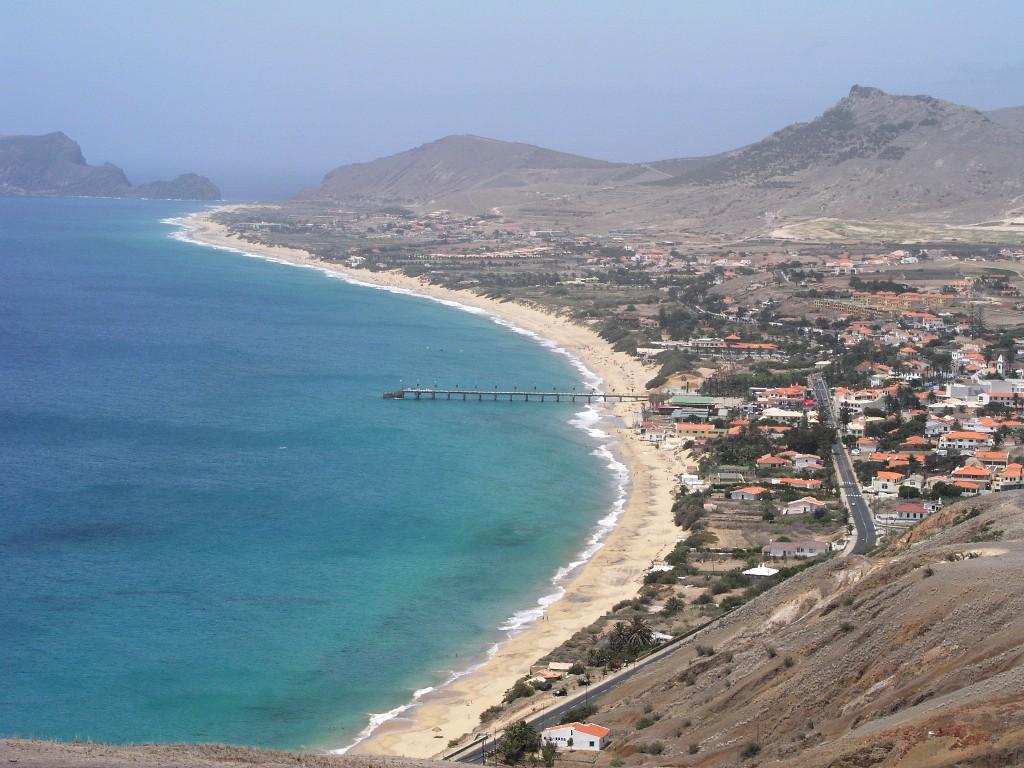
Панорама песчаного пляжа острова
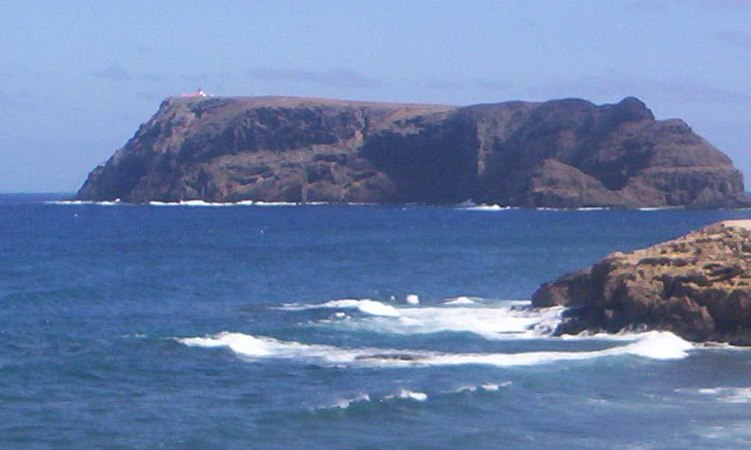
Островок Илеу-де-Сима
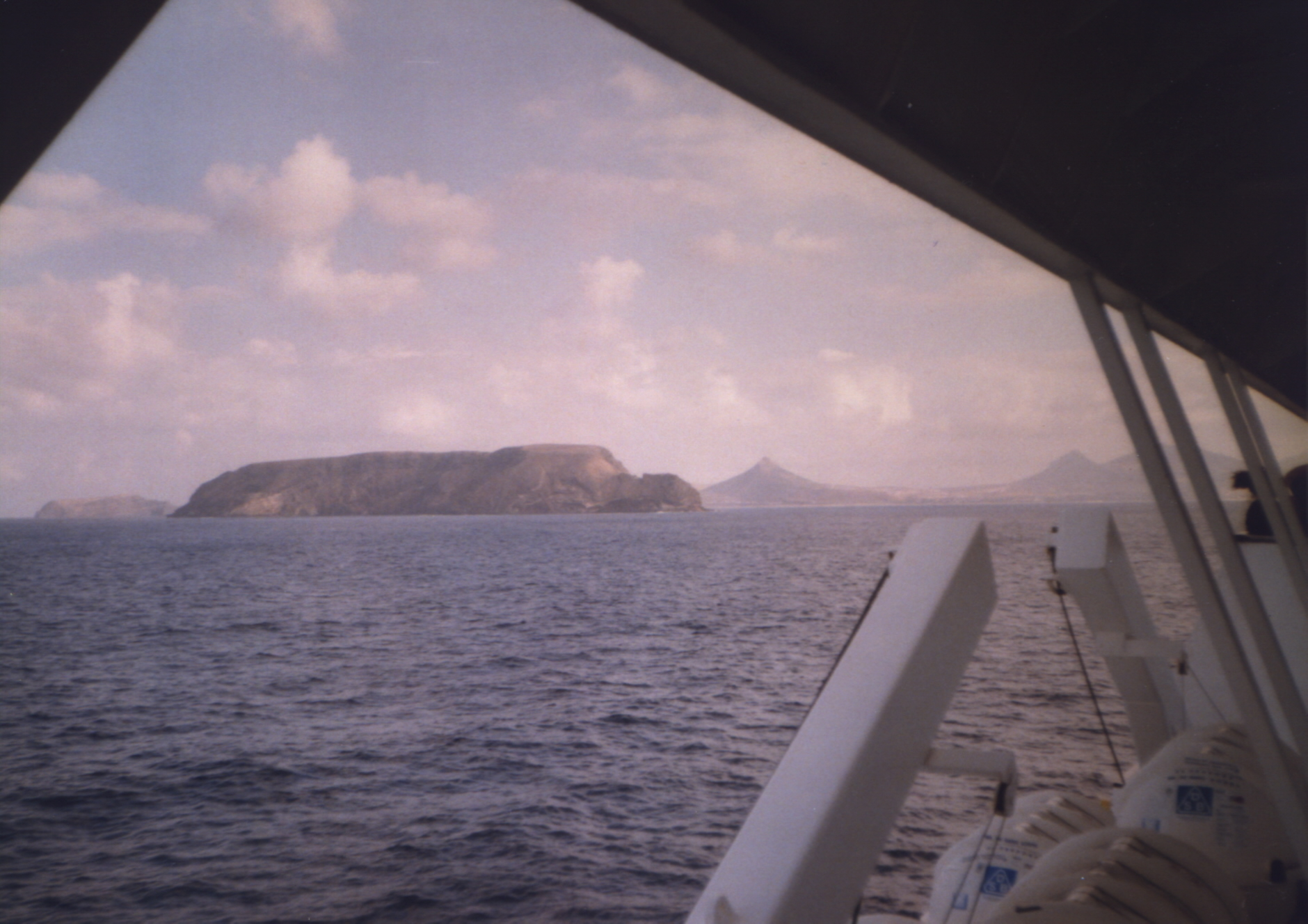
Вид острова с корабля
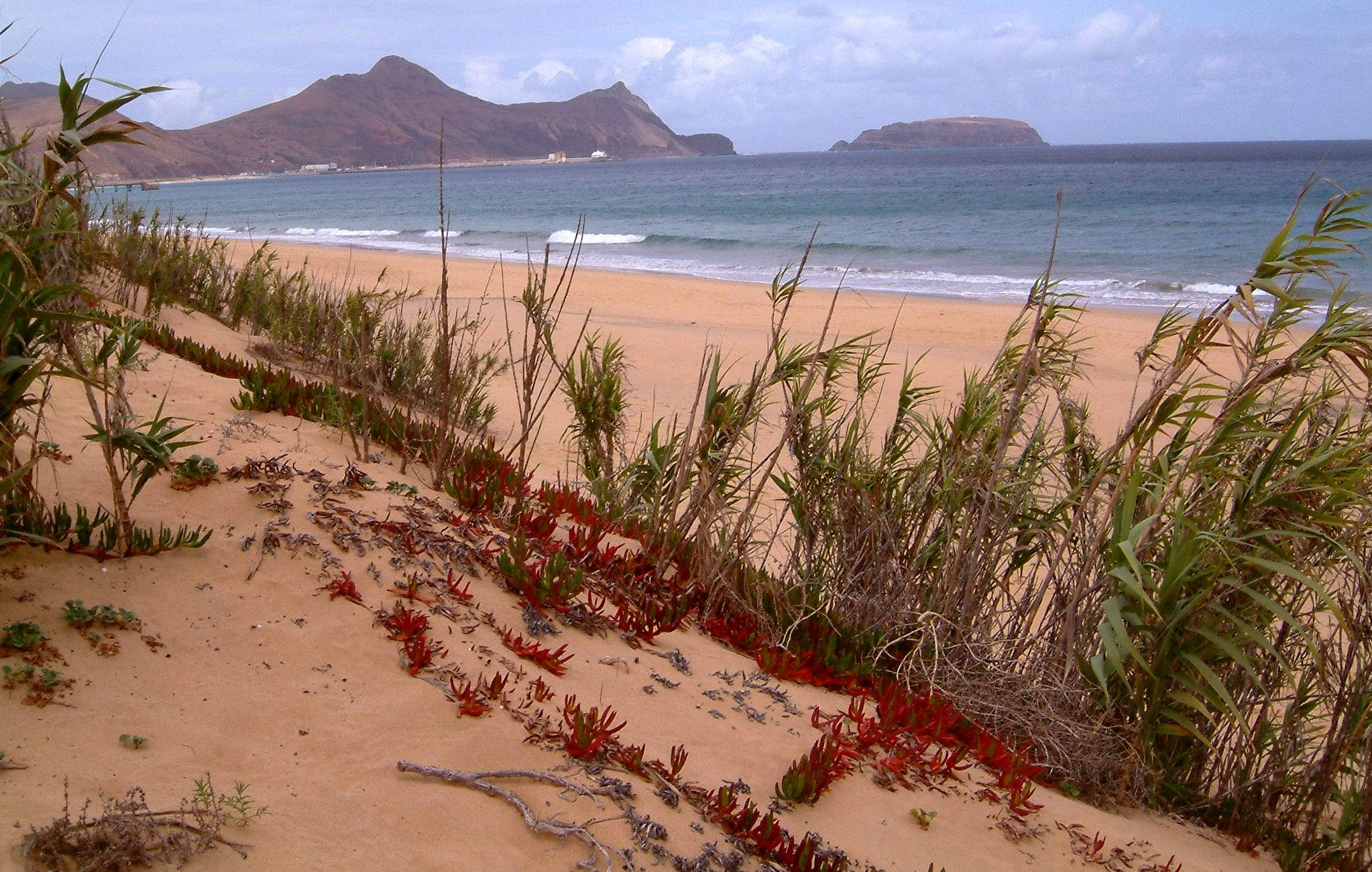
Пляж и дюнная растительность